# Los Cinco en el páramo misterioso
Los Cinco en el páramo misterioso es un libro de la escritora británica Enid Blyton escrito en 1954. Corresponde al 13º libro de la colección de Los Cinco. En esta ocasión, la acción trascurre en los páramos que circundan una escuela de equitación.

## Argumento
Durante las vacaciones, los Cinco irán a la Escuela de Equitación del Capitán Johnson, allí se encontrarán con Enrique, otra chica vestida de chico, que rivalizará con Jorge. También conocerán al Husmeador, un niño de una tribu de gitanos que acampa por los páramos, cuyo caballo Clip, se ha lastimado una pata. Mientras Jorge se queda en la Academia, los tres hermanos salen de excursión a caballo con Enrique, y descubren las vías de un tren, medio ocultas en las arenas del páramo, que llevaban de Milling Green a las canteras de arena. Mientras, en la Academia, el Husmeador va a recoger su caballo, y Jorge le regala un pañuelo, éste le promete que le enseñará a descifrar patrins y le dejará señales por el Páramo, para que ella las vea. 
Al otro día. Ben, el viejo herrero, les cuenta que antes se llamaba Páramo Brumoso. Los Bartle, una familia que explotaba la cantera, desaparecieron una noche, presumiblemente aniquilados por los gitanos que acampaban en el páramo. Desde entonces se llama Páramo Misterioso. 
Los Cinco, deciden rastrear por las vías del antiguo tren y acampar en las canteras de arena. De noche, ven una luz en el cielo y escuchan un aeroplano que está arrojando paquetes que contienen billetes de 100 dólares. Ellos recogen los paquetes, y Julián decide esconderlos dentro de la chimenea de la antigua máquina del tren. Surge una espesa niebla, y las chicas se quedan atrás, mientras que los chicos se pierden en el páramo. Los gitanos, buscando los paquetes, encuentran a las chicas, atándolas y abandonándolas en una caverna dentro de las colinas. Husmeador libera a Tim y a las niñas. Jorge manda a Tim con un mensaje para Enrique, en la Academia. Enrique y Guillermo, las rescatan al tiempo que Julián y Dick llegan a la Academia del Capitán.

## Personajes
- Los Cinco: Julián, Dick, Jorge, Ana y Tim.
- Enriqueta (Enrique, chica que quiere parecerse a un chico)
- Husmeador (Sniffer, sorbedor de mocos)
- Guillermo (alumno de la Escuela de Equitación)
- Ben el Herrero (anciano que sabe contar historias)
- Jim (nieto de Ben el herrero)
- Capitán Johnson (dueño de la Academia)
- Mrs Johnson (mujer del capitán, buena cocinera)
- Barney Boswell (patriarca de los gitanos)
- Padre del Husmeador (peligroso personaje)
- Liz (perra de Husmeador)
- Clip (caballo de Husmeador)
- Sargento de policía
- Wilkins (agente de policía)

## Lugares
- Escuela de Equitación del Capitán Johnson
- Páramo Misterioso
- Milling Green